# Zatavua isalo
Zatavua isalo är en spindelart som beskrevs av Huber 2003. Zatavua isalo ingår i släktet Zatavua och familjen dallerspindlar.
Artens utbredningsområde är Madagaskar. Inga underarter finns listade i Catalogue of Life.